# Carlos Rodón

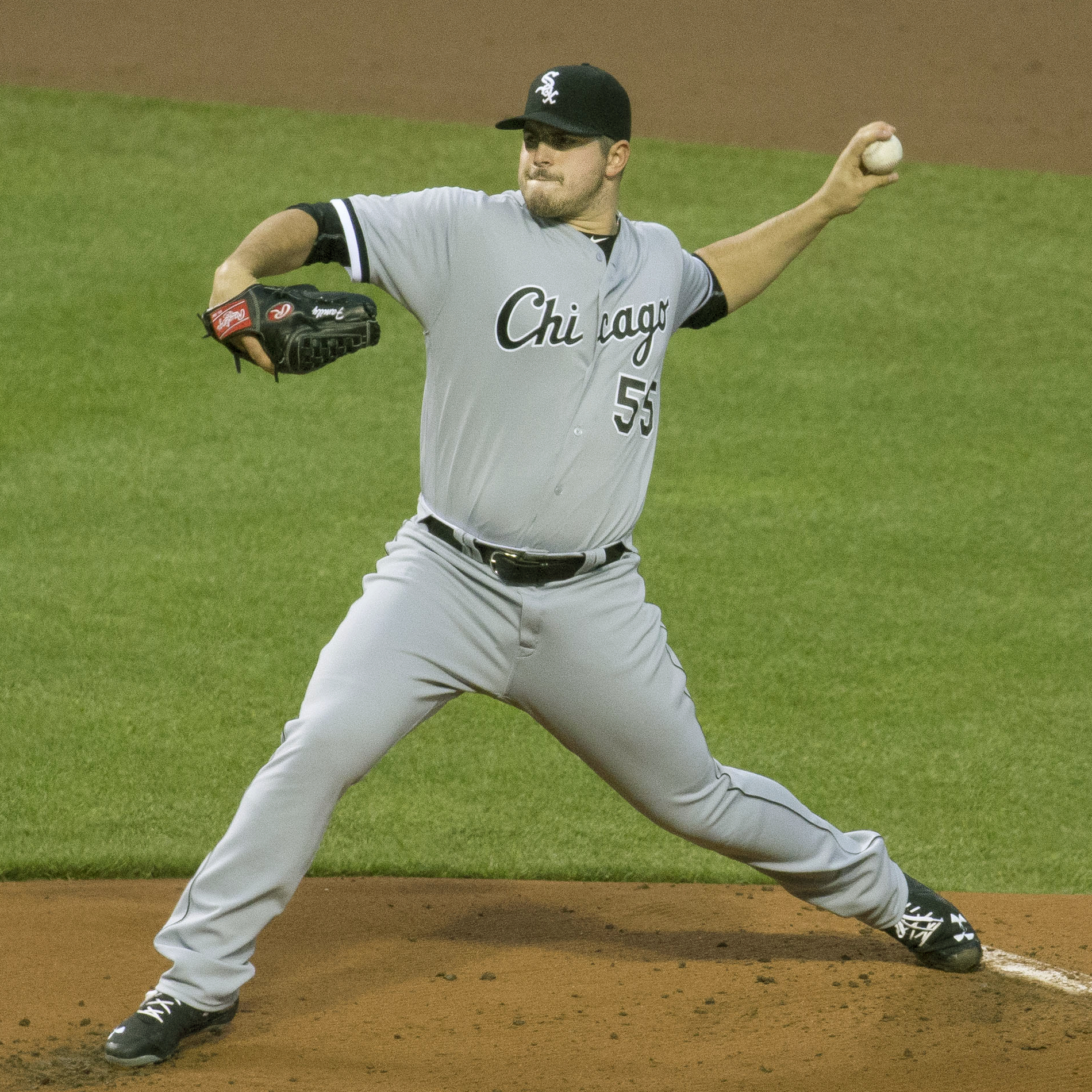
Carlos Rodón, 2016.

Carlos Antonio Rodón, född 10 december 1992 i Miami i Florida, är en amerikansk professionell basebollspelare som spelar som pitcher för New York Yankees i Major League Baseball (MLB). Han har tidigare spelat för Chicago White Sox och San Francisco Giants.
Rodón blev draftad av Milwaukee Brewers vid 2011 års MLB-draft men inget kontrakt upprättades mellan parterna. Han valde istället att studera på North Carolina State University och spela för deras idrottsförening NC State Wolfpack. Rodón blev åter tillgänglig vid 2014 års draft och valdes då av Chicago White Sox som tredje spelare totalt. Den här gången skrev han på ett kontrakt och erhöll en kontant bonus på nästan 6,6 miljoner amerikanska dollar från White Sox.
Den 14 april 2021 var han nära att få göra en perfect game i matchen mellan hans Chicago White Sox och Cleveland Indians men det slutade dock med att han lyckades ändå genomföra en no-hitter när matchen väl avslutades.